# 2000 EP106
2000 EP106 är en asteroid i huvudbältet som upptäcktes den 11 mars 2000 av Uppsala-DLR Asteroid Survey (UDAS) vid Kvistabergs observatorium.
Asteroiden har en diameter på ungefär 5 kilometer, den tillhör asteroidgruppen Eunomia.